# ینگی‌قرغان
ینگی‌قرغان جماعت و شهرکی در شمال غربی تاجیکستان است که در ناحیهٔ شهرستان ولایت سغد قرار دارد. جمعیت این جماعت ۱۱٬۳۶۲ نفر است.